# Malgorzata Pieczynska

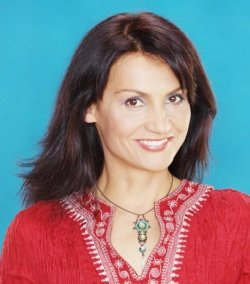
Malgorzata Pieczynska

Malgorzata Pieczynska (pl. Małgorzata Pieczyńska), född 4 maj 1960 i Warszawa, är en polsk-svensk skådespelare.
Pieczynska studerade vid teaterhögskolan i Warszawa.

## Filmografi (urval)
- 1985 – I fängsligt förvar
- 1988 – Dekalogen 5: Du skall icke dräpa
- 1988 – En liten film om konsten att döda
- 1988 – Lirarna
- 1993 – Den gråtande ministern (TV-serie)
- 1995 – Anmäld försvunnen (TV-serie)
- 1996 – Skilda världar (TV-serie)
- 1998 – Vita lögner (TV-serie)
- 2004 – Babylonsjukan
- 2004 – Örnen (TV-serie)
- 2014–2015 – Blå ögon (TV-serie)
- 2015 – Arne Dahl: En midsommarnattsdröm
- 2015 – Johan Falk: Ur askan i elden
- 2015 – Johan Falk: Tyst diplomati
- 2015 – Johan Falk: Blodsdiamanter
- 2015 – Johan Falk: Lockdown
- 2015 – Johan Falk: Slutet
- 2017–2019 – Innan vi dör (TV-serie)
- 2020 – Bäckström (TV-serie)
- 2024 – Morden i Sandhamn (TV-serie)